# Imanan
Imanan es una comuna o municipio del departamento de Filingue de la región de Tillabéri, en Níger. En diciembre de 2012 presentaba una población censada de 38 783 habitantes.
Se encuentra situada al suroeste del país, cerca del río Níger y de la frontera con Malí y Burkina Faso, y de la capital nacional, Niamey.